# Gorbusalazac
A gorbusalazac (Oncorhynchus gorbuscha) a sugarasúszójú halak (Actinopterygii) osztályának lazacalakúak (Salmoniformes) rendjébe, ezen belül a lazacfélék (Salmonidae) családjába tartozó faj.

## Előfordulása
A gorbusalazac élőhelye a Jeges-tenger parti vizei, a Csendes-óceán északi fele; az ázsiai partok mentén a Léna torkolatától Koreáig és Észak-Japánig; az észak-amerikai partoknál Colville-től a kaliforniai San Lorenzóig.

## Megjelenése
A hal teste zömök, a korosabb példányok háta nagyon magas, faroknyelük karcsú. A rövid hátúszó és a farokúszó között nagyon kis zsírúszó van. Farok alatti úszója hosszú, 3 osztatlan ízelt és 10-16 osztott ízelt sugárral. Pikkelyei nagyon kicsinyek, 177-240 az oldalvonal mentén. Az első kopoltyúív 26-33 (többnyire 28) rövid kopoltyútüskével. A tengerben élő „simalazac” háta zöldes vagy kékes, oldalai vörhenyesen csillogó ezüstszínűek. Az ívásra kész hímek rózsaszínűek (rózsás lazac), fekete foltokkal a hátukon és a farokúszón. Testhossza 40-50 centiméter, legfeljebb 64 centiméter (a legkisebb a Csendes-óceán lazacai közül). A hímek, valamennyi, a Csendes-óceánban élő lazacfajhoz hasonlóan, nagyobbak, mint a nőstények.

## Szaporodása
A gorbusalazac anadrom vándorhal. Vándorlása júliusban indul, az ívás, területenként változóan, augusztus és október között zajlik. A nőstény az elárasztott kavicspadon sekély gödröt kotor. Az ívó halak, mint valamennyi csendes-óceáni lazacfajnál, az ikrák lerakása után elpusztulnak. A kelési idő 100-120 nap. Tavasszal a fiatal halak lefelé úsznak a folyóban, a tengerbe érve gyorsan nőnek, és már kétnyarasan ivarérettek.